# 208. strelska divizija (ZSSR)
208. strelska divizija (izvirno rusko 208. стрелковая дивизия; kratica 208. SD) je bila strelska divizija Rdeče armade v času druge svetovne vojne.